# Церква Покрови Пресвятої Богородиці (Великий Ходачків)
Церква Покрови Пресвятої Богородиці у Великому Ходачкові — парафія і храм греко-католицької громади Козлівського деканату Тернопільсько-Зборівської архієпархії Української греко-католицької церкви в селі Великий Ходачків Тернопільського району Тернопільської области.
Оголошена пам'яткою архітектури місцевого значення.

## Історія церкви
Сучасна парафія перебуває у структурі УГКЦ з 1991 року. Церкву було збудовано у 1886—1888 роках, що підтверджується грамотою від 31 березня 1894 року, виданою Галицьким митрополитом Сильвестром Сембратовичем.
Цей храм використовували віряни УГКЦ з 1880 по 1946 рік. У 1946—1991 роках, під тиском влади, парафія та храм були приєднані до Московського патріархату. Однак у 1991 році парафія вийшла з-під його юрисдикції та повернулася до лона УГКЦ.
У 1998 році парафію відвідав владика Михаїл Колтун, а у 2008—2009 роках — владика Василій Семенюк.
У храмі зберігається копія ікони Ченстоховської Матері Божої.
На парафії діють такі спільноти: братство Матері Божої Неустанної Помочі, Марійська та Вівтарна дружини. Катехизацію проводять катехит та адміністратор парафії.
На території парафії є хрести та фігури. У селі також є капличка святого апостола Андрія Первозванного, де систематично відбуваються богослужіння.

## Парохи
- о. Василь Охримович,
- о. Микола Чировський,
- о. Коляківський,
- о. Тимотей Бордуляк (1899—1936),
- о. Віктор Бордуляк (1936—1941),
- о. Адам Яновський (1941—1944),
- о. Йосиф Оленяк,
- о. Іван Борисюк (1969—1996),
- о. Андрій Галиш (адміністратор парафії з 1997).